# 畹町边境经济合作区
畹町边境经济合作区是中华人民共和国的一个边境经济合作区，位于云南省德宏傣族景颇族自治州瑞丽市畹町经济开发区境内。

## 沿革
1992年9月26日，国务院特区办批准设立“畹町市边境经济合作区”，面积5平方公里:71。德宏州、畹町市明确畹町边合区编制为副县级，是畹町市人民政府的派出机构，由合作区管理委员会管理:424。1999年畹町市撤销，改设瑞丽市畹町经济开发区，畹町合作区工管委并入畹町经开区工管委，经开区工管委加挂合作区工管委牌子:47:58。